# Рейдовая баржа

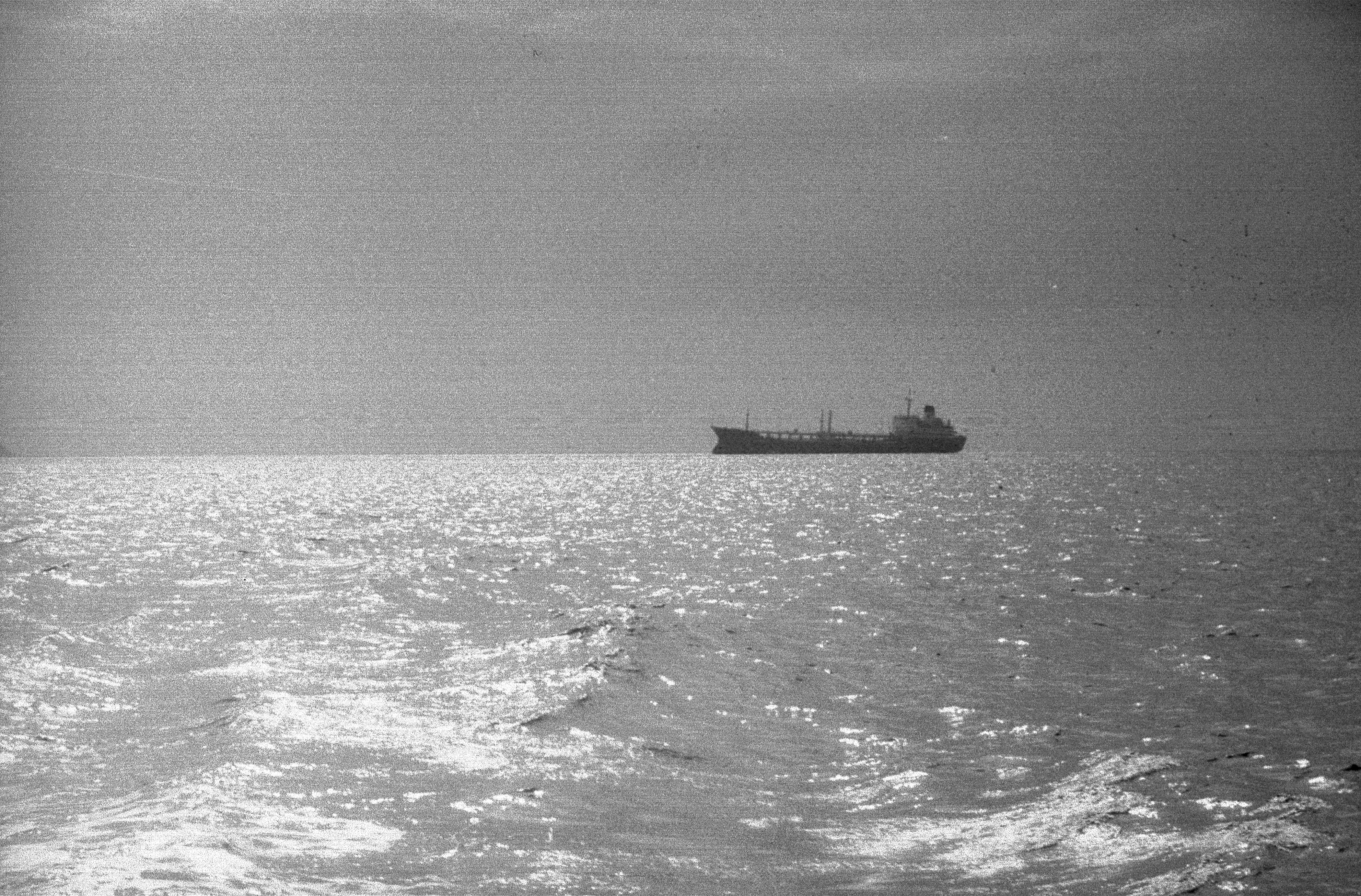
Баржа в море, мыс Кадош, Туапсе, Союз ССР, 1972 год.

Рейдовая баржа (стар, франц. barge) — баржа, предназначенная для коротких морских рейсов (рейдов): для доставки нефтепродуктов на береговые нефтебазы с морских танкеров, лишенных возможности из-за большой осадки подходить близко к берегу или входить в устья мелководных рек и тому подобное.

## История
Баржа — плоскодонное грузовое судно, употребляемое для нагрузки и выгрузки кораблей (судов) (на 1920-е годы существовало до 125 названий).
На окончание XIX столетия, рейдовые баржи строились из дерева и из стали, а также смешанные (дерево и сталь) и железобетон, и как суда для перевозки грузов на рейдах, имели различное предназначение и соответственно названия, в зависимости от рода груза:
- артиллерийская, снабжалась внутри особыми устройствами и стеллажами для перевозки этих тяжёлых и ценных грузов;
- минная, снабжалась внутри особыми устройствами и стеллажами для перевозки этих тяжёлых и ценных грузов;
- угольная, доставлять уголь из береговых складов к борту корабля (судна) для погрузки;
- мусорная, для поддержания чистоты рейдов и гаваней, предохраняя их от засорения отбросами с судов, или обслуживания землечерпательных караванов, перевозя добытый ими грунт и ил, для чего имеет особо устроенные откидные днища;
- другие[3].

Угольные рейдовые баржи, работали в коммерческих и военных портах Мараньяо, Порто-Гранде, Порт-Артур и других.
Рейдовые баржи имеют повышенные борта и усиленные корпуса, рассчитанные на возможность плавания в открытом море. Водоизмещение рейдовых барж — до 4 500 м³.